# Nicolás Osorno
David Nicolás Osorno war ein nicaraguanischer Politiker der konservativen Partei und übernahm interimsmäßig für 5 Tage die Aufgaben des im Amt verstorbenen Präsidenten Evaristo Carazo. Zuvor war er Innenminister. Danach bestimmte die Nationalversammlung den Senator Roberto Sacasa Sarria zum Präsidenten von Nicaragua.